# Giovanni Battista Benzoni
Giovanni Battista Benzoni da Lodi (Lodi, seconda metà XVII secolo – Piacenza, luglio 1744) è stato un compositore italiano.
Benzoni fu dal 1698 al 1744 maestro di cappella del Duomo di Piacenza.

## Composizioni
- Su l'elemento infido (cantata per basso e strumenti)
- Mentre sveglia il di l'aurora (cantata)